# 羅依·羅尼
羅依·羅尼（荷蘭語：Roel Reiné，1970年7月15日—），荷蘭男導演。

## 職業生涯
2010年，宣布羅尼負責執導保羅·W·S·安德森的電影《絕命尬車》的續集《絕命尬車2》。2010年1月，英國男演員路克·高斯將飾演主角「科學怪人」，南非女演員塔妮特·菲尼克絲則飾演卡特里娜。羅尼在之後的《絕命尬車3：地獄》再度回歸執導。
他也在保羅·哈特-威爾頓執導的獨立恐怖片《Wolf Town》中擔任監製。
2017年，羅尼於改編自漫威漫畫的ABC頻道電視劇《異人族》中擔任導演之一，並負責執導前兩集。

## 作品列表
- No More Control (1996)
- Carwars (1999)
- 《致命工讀任務》/The Delivery (1999)
- Adrenaline (2003)
- 《死亡水域》/Deadwater (2007)
- 《悍將重生》/Pistol Whipped (2008)
- 《漂流者》/Drifter (2008)[7]
- 《海陸悍將2》/The Marine 2 (2009)
- 《原始部落》/Lost Tribe (2010)
- 《絕命尬車2》/Death Race 2 (2011)
- 《魔蠍大帝3：為救贖而戰》/The Scorpion King 3: Battle for Redemption (2012)
- 《絕命尬車3：地獄之賽》/Death Race 3: Inferno (2013)
- 《致命十二殺2》/12 Rounds 2: Reloaded (2013)
- 《血戰墓碑鎮》/Dead in Tombstone (2013)
- 《衝出封鎖線4》/SEAL Team 8: Behind Enemy Lines (2014)
- 《海軍上將》/Michiel de Ruyter (2015)
- 《鐵拳無敵2》/The Man with the Iron Fists 2 (2015)
- 《火線禁區2》/The Condemned 2: Desert Prey (2015)
- 《終極標靶2》/Hard Target 2 (2016)
- 《異人族》/Inhumans (2017，電視劇)
- 《血戰墓碑鎮2》/Dead Again in Tombstone (2017)
- 《五行刺客》/Wu Assassins (2019，電視劇)
- 《雷德白》/Redbad (2018)
- 《復仇鐵拳》/Fistful of Vengeance (2022)
- 《最後一戰》/Halo (2022，電視劇)
- 《鬥獸場》/Colosseum (2022，迷你劇)
- 《機密行動》/Classified (2024)

## 外部連結
- 官方网站
- 羅依·羅尼在互联网电影资料库（IMDb）上的資料（英文）